# Lakenheath
Lakenheath är en by och en civil parish i distriktet West Suffolk i Suffolk i England. Orten har 4 490 invånare (2001). Den har en kyrka.